# Rosendo Villaverde Goncer
Rosendo Villaverde Goncer (22 de febrer de 1910,? - 15 de novembre de 2003, Madrid) fou un militar espanyol de l'arma de Cavalleria que, essent tinent, formà part del grup de militars anomenats Jinetes de Alcalá que s'avalotaren contra el govern de la Segona República Espanyola el 1936 a Mallorca. Els primers mesos de la Guerra Civil participà en l'organització de les milícies que dugueren a terme la repressió de membres i simpatitzants del Front Popular. Amb elles participà en la defensa contra el desembarcament de Mallorca per part de tropes republicanes.
Era fill de Rosendo Villaverde Villaverde, militar d'Infanteria, i net de Rosendo Villaverde de la Heras, indià de Villaviciosa, Astúries. Es casà amb María Dolores Montilla Vidal i tengueren cinc fills: Lola, Rosendo (també militar de Cavalleria), Juan, Fernando i Carlos. Entrà al servei militar el 1929 i ascendí a tinent el 1933. El 1934 era jutge i secretari de causes, en comissió de serveis, al Regiment de Caçadors, núm. 2, a Gijón. El 1936 estava destinat al Regiment de Caçadors de Calatrava.

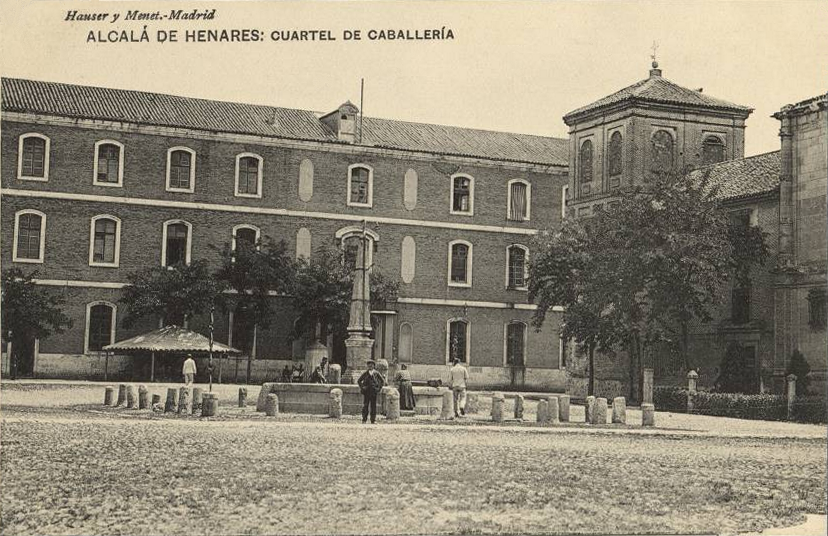
Quarter de Cavalleria del Príncep, dit de san Diego, a Alcalà de Henares, cap el 1912

Formà part dels anomenats Jinetes de Alcalá, un grup de militars de l'arma de Cavalleria adscrits als Regiments de Caçadors de Calatrava, núm. 2, i de Villarrobledo, núm. 3, destinats a Alcalá de Henares, que a finals de juny de 1936 foren confinats al castell de Sant Carles de Palma, Mallorca. El Govern de la Segona República aprofità uns greus incidents entre soldats i membres de partits d'esquerra per fer neteja de conspiradors d'ambdós regiments. Al castell de Sant Carles conegueren al cap de la Falange Española a Mallorca, Alfonso de Zayas, que també estava empresonat i que els posà amb contacte amb els militars que s'havien d'aixecar contra la República. Quan es produí el pronunciament militar del 18 de juliol de 1936, aquests militars es posaren a les ordres dels avalotats. S'encarregà de formar a les milícies falangistes i requetès de Sóller que dugueren a terme la repressió de membres i simpatitzants del Front Popular (detencions il·legals, tortures i assassinats) a aquesta població. Amb aquestes milícies participà en la defensa de Mallorca contra el desembarcament republicà del capità Bayo.
Després d'uns mesos a Mallorca retornà a la península. El maig de 1937 havia ascendit a capità i comandava la 1a bandera de Falange Española de Castella. Fou ferit greu al front de Toledo i necessità trenta-tres dies de curació. El gener de 1938 fou destinat al Regiment de Caçadors de Calatrava, núm. 2. El 1958 havia ascendit a tinent coronel i estava destinat al Regiment de Dragons d'Almansa, núm. 5. El 1959 fou destinat a la Fiscalia de l'Audiència Territorial de Madrid. El 1966 estava destinat a serveis civils i el 1968 passà al Ministeri de Governació, Secció Ajuntaments (Àvila). El 1980 fou donat de baixa en el destí civil i havia ascendit a coronel honorari.